# 1 Timoteo 5

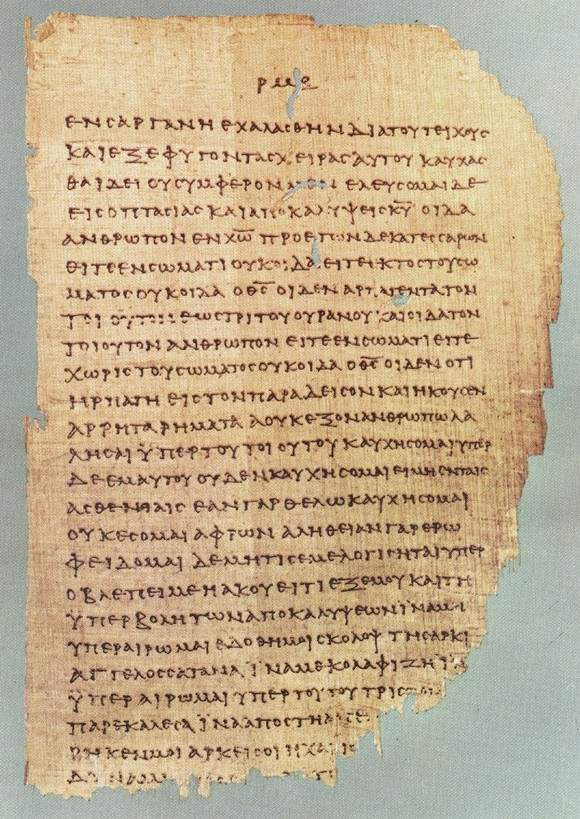
Folio del papiro 46, que contiene 2 Corintios 11:33-12:9

 1 Timoteo 5 es el quinto capítulo de la Primera epístola a Timoteo, y se suele abreviar como «1 Tim. 5». que es uno de los veintisiete libros que conforman el Nuevo Testamento cristiano que forma un grupo homogéneo con la Segunda epístola a Timoteo y la epístola a Tito. Así mismo, es una de las trece epístolas atribuidas, por la tradición, a Pablo de Tarso.
Su estilo y vocabulario son diferentes de los demás escritos paulinos por lo que la mayoría de los teólogos consideran que no fueron escritas por el apóstol Pablo o que no fue él mismo quien les dio su forma literaria, sino alguno de sus discípulos. Es probable que se encuentre entre las primeras de las cartas de Pablo, escritas probablemente a finales del año 52 d. C. Las catorce epístolas de Pablo de Tarso se dividen tradicionalmente en siete mayores y siete menores, en razón de su longitud e importancia.

## Manuscritos antiguos supervivientes
.

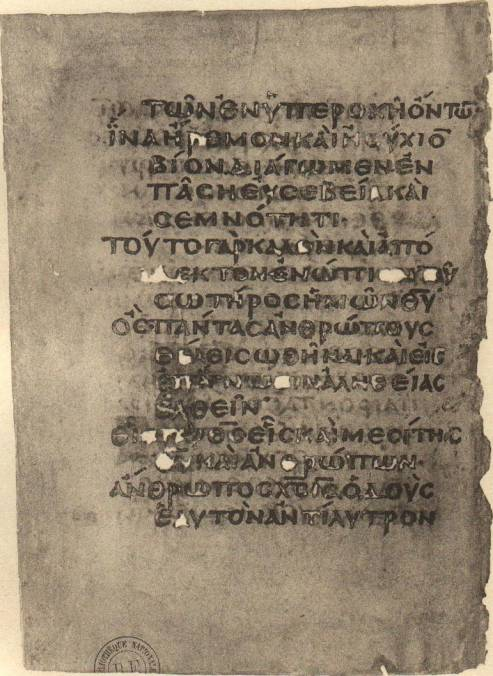
Fragmentos que muestran 1 Timoteo 2:2-6 en el Codex Coislinianus, de hacia 550 d. C.

El manuscrito original en griego koiné se ha perdido, y las texto de las copias supervivientes varían.
El primer escrito conocido de 1 Timoteo se ha encontrado en el Papiros de Oxirrinco 5259, designado P133, en 2017. Procede de una hoja de un códice datado en el siglo III (330-360). Otros manuscritos antiguos que contienen parte o la totalidad del texto de este libro son:
- Codex Alexandrinus (400-440)
- Codex Ephraemi Rescriptus (c. 450)
- Codex Freerianus (c. 450)
- Uncial 061 (c. 450)
- Codex Claromontanus (c. 550)
- Codex Coislinianus (c. 550)
- Uncial 0262 (siglo VII)[8]

## Contenido
El Apóstol se centra en tres apartados concretos:
- Comportamiento con los fieles. Versículos 1-2.
- Funciones y conductas de las viudas. Versículos 3-16.
- Selección de presbíteros. Versículos 17-24.

### Comportamiento con los fieles. Versículos 1-2
- 1-Al anciano no le reprendas ásperamente, sino exhórtale como a un padre; a los jóvenes, como a hermanos;
- 2-a las ancianas, como a madres; a las jóvenes, como a hermanas, con todo recato.[9]

#### Comentarios
Pablo inicia su instrucción a Timoteo detallando un conjunto de normas prácticas para guiar a la comunidad cristiana. Como principio fundamental, le aconseja tratar a todos como si fueran parte de su propia familia, mostrando respeto y cercanía incluso al momento de corregir.

Porque también existen hermanos negligentes y abandonados, conviene curarlos con mayor autoridad, y aplicar de tal manera la corrección, que quede a salvo el amor.

### Funciones y conductas de las viudas. Versículos 3-16.
- 3-Honra a las viudas que son realmente viudas.
- 4-Si alguna viuda tiene hijos o nietos, que aprendan éstos en primer lugar a cumplir los deberes de piedad en su propia casa, y a corresponder por lo que recibieron de sus padres, pues esto agrada a Dios.
- 5-La que es realmente viuda y se ha quedado sola tiene puesta la esperanza en Dios y persevera día y noche con plegarias y oraciones.

.....
- 14-Por tanto, prefiero que las jóvenes se casen, tengan hijos, gobiernen su casa y no den pie a la murmuración del adversario;
- 15-porque ya algunas se han extraviado siguiendo a Satanás.
- 16-Si alguna mujer fiel tiene viudas en su familia, que las asista, y no sobrecargue a la Iglesia, para que ésta pueda socorrer a las que son realmente viudas.[12]

#### Comentarios
En las primeras comunidades cristianas, las viudas formaban un grupo institucionalizado dedicado al servicio y la caridad (cfr. Hch 9,36-39). La Iglesia se encargaba de mantener a aquellas que no tenían recursos (cfr. Hch 6,1; vv. 5 y 16). Sin embargo, se desaconsejaba incluir a viudas jóvenes en este grupo, ya que podían ser más propensas a la frivolidad o a pasiones fugaces (v. 11), lo que podría llevarlas a abandonar su compromiso con la Iglesia al contraer nuevo matrimonio. Esta orientación buscaba prevenir riesgos derivados de la ociosidad y situaciones complicadas (cfr. v. 15).

### Selección de presbíteros. Versículos 17-24
- 17-Los presbíteros que presiden bien merecen un doble honor, sobre todo los que se esfuerzan en la predicación y en la enseñanza. *18-Pues dice la Escritura: No pondrás bozal al buey que trilla, y el obrero merece su salario.
- 19-No admitas una acusación contra un presbítero, si no está avalada por dos o tres testigos.
- 20-A los que pecan repréndelos delante de todos, para que también los demás alcancen el temor

.......
- 23-No bebas agua sola; mejor toma un poco de vino a causa de tu estómago y de tus frecuentes indisposiciones.
- 24-Los pecados de algunos hombres son notorios antes de someterlos a juicio, pero los de otros sólo se conocen después. 25Del mismo modo, también las buenas obras son manifiestas, y las que no lo son no pueden permanecer ocultas.[14]

#### Comentarios
Estas palabras ponen de relieve la gravedad que implicaría imponer las manos precipitadamente. Por eso, la Iglesia recibe en los ministerios sagrados sólo a los que sean considerados dignos y estén bien preparados, y reclama de los candidatos al presbiterado 

...una decidida disposición personal por afanarse «en la palabra y en la enseñanza (cfr 1 Tm 5,17), creyendo en aquello que leen cuando meditan en la ley del Señor, enseñando aquello en que creen, imitando aquello que enseñan.

La fuerte exigencia del compromiso por asumir una vida santa nunca será un obstáculo para que surjan las vocaciones sacerdotales necesarias, pues desde una perspectiva de fe es claro que 

Dios nunca abandona de tal manera a su Iglesia que no se hallen ministros idóneos en número suficiente para las necesidades de los fieles, si se promueve a los que son dignos y se rechaza a los indignos.

En el v. 18 se cita primero un texto de Deuteronomio 25,4 y luego unas palabras del Señor transmitidas en Lc 10,7. Es posible que aquí ya se esté considerando «Escritura» al Evangelio de Lucas. Aunque la frase también podría provenir de algún otro texto anterior al evangelio actual.